# Liste der Monuments historiques in Boussey
Die Liste der Monuments historiques in Boussey führt die Monuments historiques in der französischen Gemeinde Boussey auf.

## Liste der Objekte
| Bezeichnung | Beschreibung          | Standort                           | Kennzeichnung | Schutzstatus | Datum | Bild |
| ----------- | --------------------- | ---------------------------------- | ------------- | ------------ | ----- | ---- |
| Glocke      | Bronze, 1625 gegossen | in der Kirche St-Barthélémy (Lage) | PM21000374    | Classé       | 1943  |      |